# Arsenale Mystec'kyj
Il complesso del Museo Nazionale d'Arte e Cultura dell'Arsenale di Mystec'kyj, noto anche come Arsenale Mystec'kyj (in ucraino Мистецький арсенал?, Mystec'kyj arsenal; lett. "Arsenale d'arte"), è un'istituzione culturale pubblica. Il museo è un complesso espositivo d'arte situato a Kiev, in Ucraina.
L'area espositiva totale dell'arsenale è di 60000 m², una delle più grandi d'Europa. Il complesso è stato meta di 173550 visitatori nel 2018.

## Storia

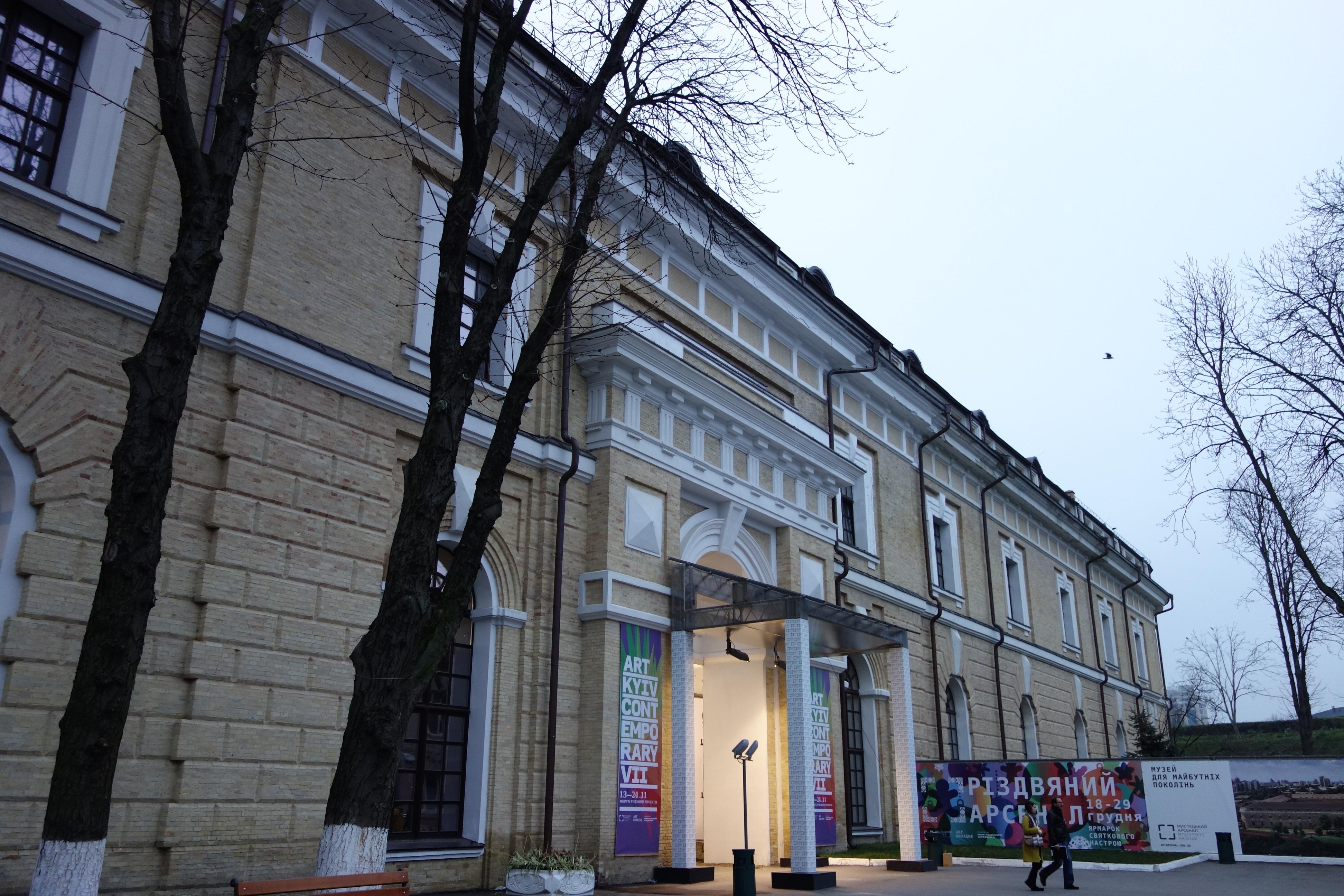
Facciata dell'edificio

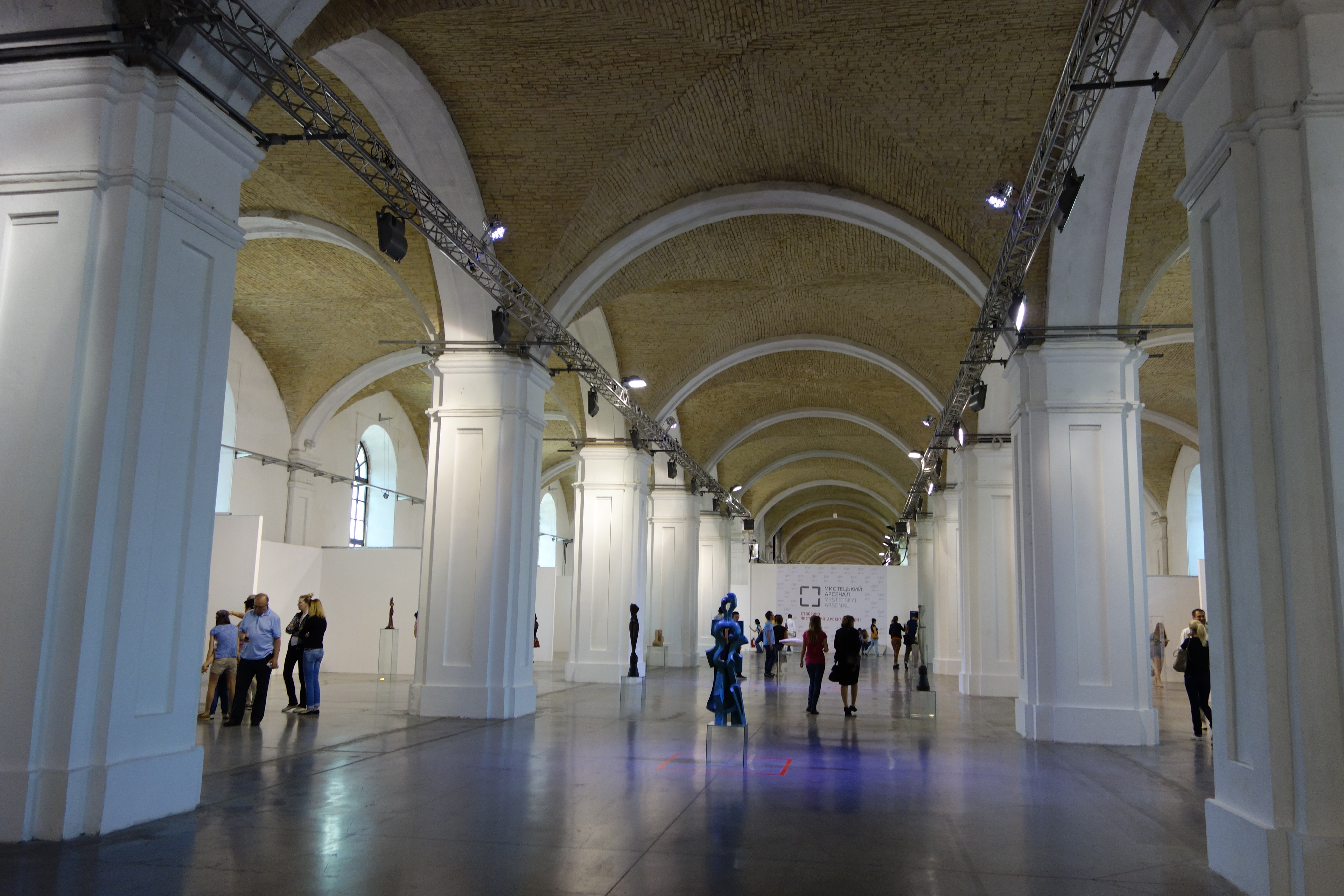
Una delle gallerie dell'arsenale

Il complesso fu progettato in origine nel 1798 da un architetto di origine tedesca, Karl Johann Shpekle, come officina per la produzione, lavori di riparazione e deposito di munizioni e cannoni.
L'arsenale fu costruito sul sito di una comunità monastica femminile risalente al 1540. Le due chiese che esistevano sul sito del monastero furono smantellate per consentire la costruzione dell'officina militare, tuttavia le loro fondamenta sono rimaste integre fino al 2005. La demolizione delle fondamenta ha portato alla luce un'importante necropoli contenente centinaia di sepolture di monache e il presunto corpo della madre dell'atamano Ivan Mazeppa, oltre a svariati oggetti di valore risalenti anche al 1300.

L'arsenale fu insignito dello status di monumento del patrimonio architettonico nel 1979 e continuò ad essere utilizzato dalle forze armate fino all'inizio del XXI secolo.

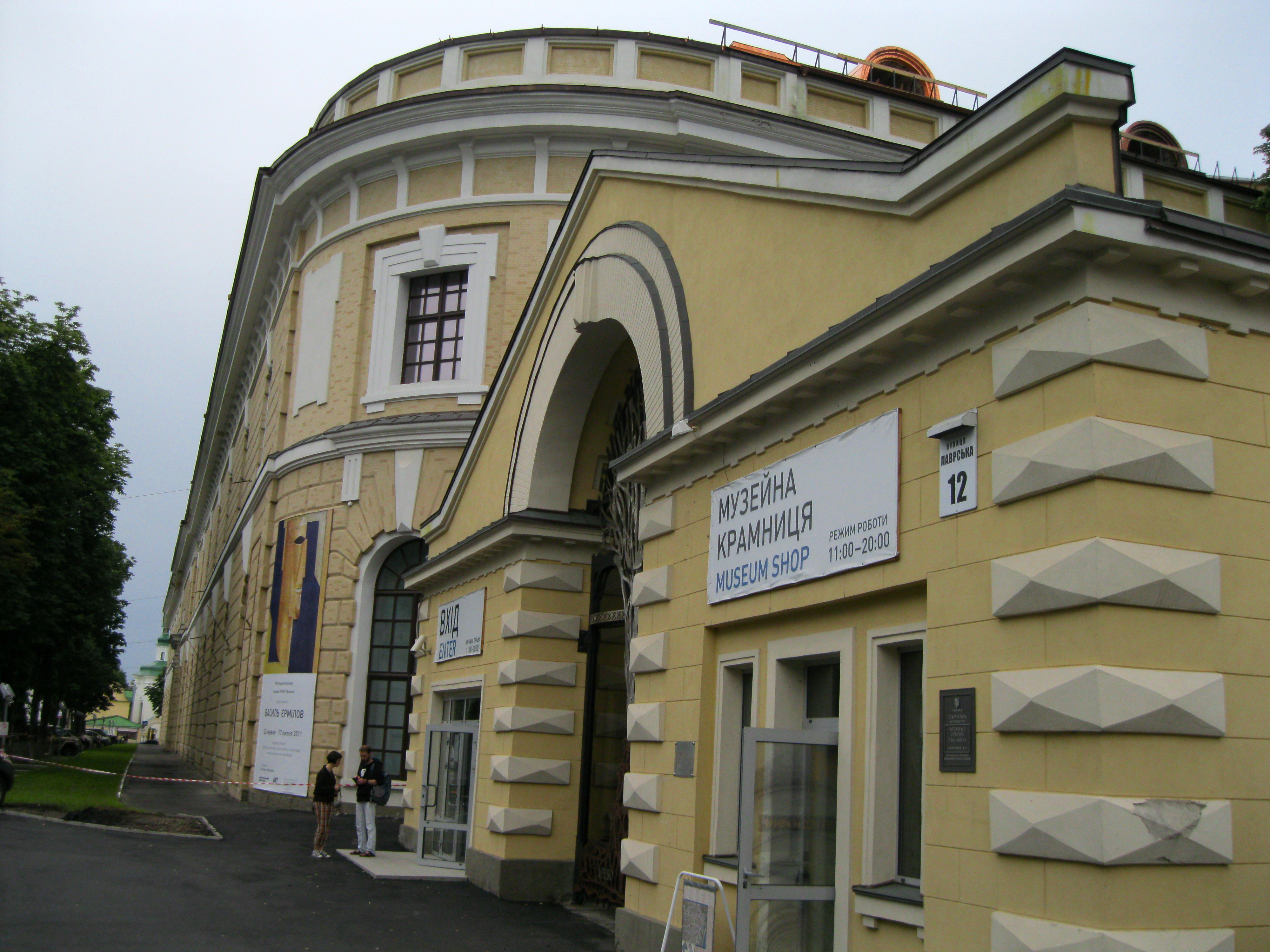

La costruzione dell'attuale edificio fu supervisionata da un ingegnere militare, per venir successivamente ultimata da un mercante ucraino locale. L'edificio dell'Arsenale è realizzato in stile classicista, con mattoni gialli di Kiev.
Il complesso del Museo Nazionale d'Arte e Cultura dell'Arsenale di Mystec'kyj è stato istituito su iniziativa del presidente dell'Ucraina Viktor Juščenko con l'Ordine del governo dell'Ucraina n. 49 del 3 marzo 2005. Nel 2010 l'intero complesso ha ottenuto lo status di Monumento Nazionale.

Il complesso, dal punto di vista legale, è sotto il controllo della Direzione degli Affari dello Stato.

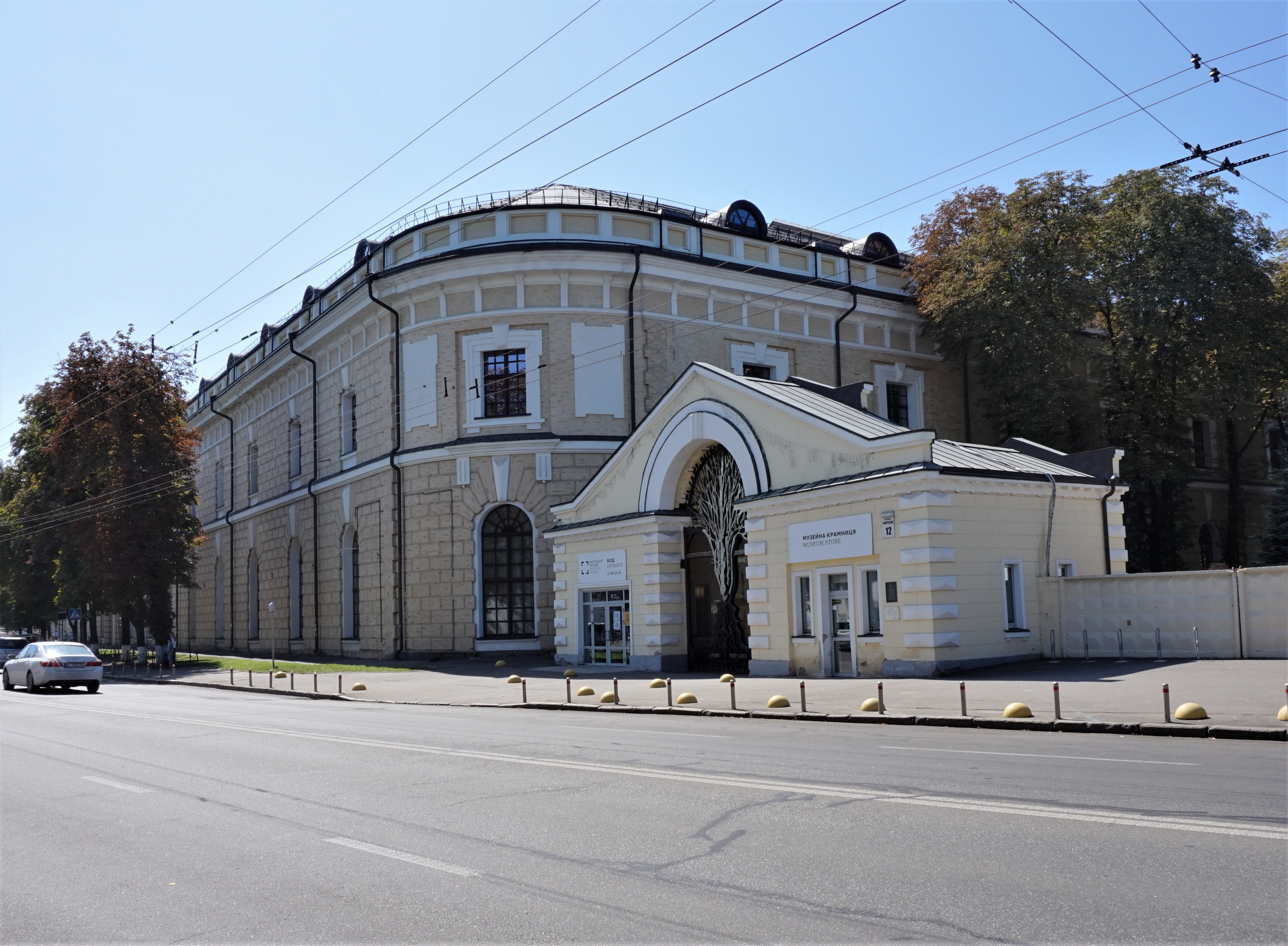
Il museo visto dalla Lavrs'ka vulycja

## Attività
L'Arsenale Mystec'kyj presenta alcuni programmi che sono sempre accessibili. Queste attività permanenti sono:
- Laboratorio di Arti Visive Moderne
- Laboratorio di Letteratura
- Laboratorio di Teatro
- Notti estive
- Attività e mostre museali

Oltra ai programmi fissi vengono organizzate anche mostre ed esibizioni.